# هنرمند بازی ویدئویی
هنرمند بازی ویدئویی یک هنرمند است که هنری برای یک یا چند نوع بازی ایجاد می‌سازد. در بازی‌های ویدئویی، هنرمندان بازی مسئول تمام جنبه‌های توسعه بازی ویدئویی هستند که با هنرهای تجسمی در ارتباط می‌باشد. هنرمندان بازی نقش حیاتی دارند و اغلب به بازی نقش‌آفرینی، بازی کارت کلکسیونی و بازی‌های ویدئویی نسبت داده می‌شوند.
در بازی‌های ویدئویی امروزی، هنرمندان بازی هنر دوبعدی مانند هنر مفهوم، اسپرایت‌ها، بافت‌ها و پس زمینه‌های محیط؛ و در هنر سه‌بعدی مانند مدل‌های سه‌بعدی، پویانمایی رایانه‌ای و طرح بندی سطوح را ایجاد می‌کنند.